# Eugênio Victório Deliberato
Eugênio Victório Deliberato (Araras, São Paulo, 5 de novembro de 1897 - Itaquaquecetuba, 28 de março de 1974), originalmente grafado Eugenio Victorio Deliberato, foi um engenheiro, subprefeito de Itaquaquecetuba, quando distrito de Mogi das Cruzes por três vezes, duas vezes prefeito depois da emancipação do local à categoria de município em 28 de outubro de 1953, sendo os períodos dos mandatos referentes entre (1955-1958) e (1963-1966) e vereador na 2ª legislatura da Câmara Municipal da mesma cidade (1959-1962).

## Biografia
Filho do casal Pedro Deliberato e Rosa Siamainachella Deliberato, migrou para Itaquaquecetuba em março de 1923, onde se estabeleceu por meio de suas atividades comerciais, tempo em que a cidade ainda havia poucos habitantes, devido à falta de rodovias e ferrovias que ligassem o município de forma integral, fato que só acabasse com a implantação a variante da EFCB em 1926. 
Casou-se com Herminia Antonelli Deliberato (1904-1968), de cuja união gerou dez filhos.

## Política
Sua carreira política iniciou quando se tornou subprefeito de Itaquaquecetuba, quando distrito de Mogi das Cruzes, assim, exerceu o cargo três vezes. Além disso, foi um dos pioneiros da campanha do plebiscito para a emancipação do local à categoria de município em 28 de outubro de 1953, oficializada pela lei nº 2456 em 30 de dezembro de 1953 e executada em 1 de janeiro de 1954, pelo distrito após a implantação da EFCB sofrer um crescimento populacional intenso, de cerca de 5120 para 7000 habitantes, sendo Eugênio eleito como o primeiro prefeito no mesmo ano pelo PTB.
Porém, a cidade encontrava-se em estado totalmente precário, apesar de que o local estava oficializado como município na lei, ainda sofria com a ausência de repartições públicas, jurídicas, educacionais e de urbanização, como a falta praticamente absoluta de saneamento básico e de energia elétrica, além de não contar com uma sede de prefeitura e câmara municipais e estradas mal traçadas, a maioria vicinais, pelo fato de que naquele apenas havia uma via intermunicipal, a Estrada Velha São Paulo-Rio, hoje SP-66, feita no Governo Washington Luís em 1928.
Mesmo com a sede da prefeitura adquirida por um fiador, esta precisava de carros e móveis para realizar seu serviço de forma adequada. Então, Eugênio adquiriu por meio de fiadores o restante do aparelho público, localizada na Praça João Álvares, a pequena casa onde funcionava a prefeitura iniciou suas atividades, sendo os funcionários do recém-criado município trabalharam para manter as estradas com cimento armado, antes mal-conservadas.
Em seu primeiro mandato (1955-1958), sua prioridade como político foi a expansão da rede elétrica e a construção de espaços na praça central para acomodar seus visitantes, além de desenvolver um estudo para expandir o saneamento básico, mas não foi realizado nesse período pela grande burocracia, cuja parte do trabalho foi continuada pelo seu sucessor e candidato governista, Domingos Milano (PTN) (1959-1962), enquanto dedicava-se ao Poder Legislativo no mesmo período.
Já no segundo mandato (1963-1966), após ser eleito em 1962, continuou o plano de expansão do saneamento básico para a cidade, sendo sua segunda eleição fruto de suas realizações anteriores, uma destas a construção da Estrada do Corredor, uma estrada vicinal existente até hoje que liga a Vila Japão até o bairro do Corredor. Assim, a sucessão da prefeitura em 1967 é realizada com a eleição de Gentil de Moraes Passos em 1966, eleito pela ARENA e ex-colega de campanha de Eugênio, antes seu aliado pelo PSD.

## Legado
Por ser um dos precursores da emancipação de Itaquaquecetuba, Eugênio Victório Deliberato, por meio do projeto de lei nº 354, de 1976, publicado pelo Diário Oficial do Estado de São Paulo, em 30 de setembro de 1976, passa a nomear a escola com nome anterior de "Escola Estadual de 1º Grau da Fábrica Adami", cuja justificativa declamada do projeto por Ricardo Izar em 28 de agosto do mesmo ano.